# Newtonia griffoniana
Newtonia griffoniana là một loài thực vật có hoa trong họ Đậu. Loài này được (Baill.) Baker f. miêu tả khoa học đầu tiên.